# Sar Cheshmeh
 (mars 2025).
Sar Cheshmeh or Sarcheshmeh (سرچشمه) est une mine à ciel ouvert de cuivre située dans la province de Kerman en Iran, considérée comme le second plus grand dépôt de cuivre au monde. Elle contient aussi des quantités substantielles de molybdène, or et d'autre métaux rares.